# オタク差別
おたく差別（おたくさべつ）とは、アニメ、漫画、ゲームなどに興味を持つ、いわゆる「おたく」と呼ばれる人々に対する差別・嫌悪・蔑視。

## 概要
「おたく」という言葉は、1983年に中森明夫が用いた当初からネガティブなステレオタイプとして用いられており、「性的コミュニケーションや恋愛から退行した存在」、「内弁慶」的な性格、「ダサい」外見、というニュアンスを含んでいた。1984年には大塚英志が中森の「おたく」論を差別的なものだと批判している。1980年代中盤頃には、アニメ雑誌内で「おたく」が蔑称として用いられており、「アニメファンの〈オタク〉差別」が生じていた。その後、1989年に東京・埼玉連続幼女誘拐殺人事件をきっかけとするオタクバッシングが生じ、蔑称や病理として「おたく」という言葉が社会に流布された。
1990年代後半から2000年代にかけて、オタクに関する肯定的な評論がなされたほか、以前には「オタク」に含まれていた人格的要素が「ひきこもり」や「非モテ」などに分化していった。さらにマンガやアニメなどのコンテンツが一般化するとともに、オタクが一般的な存在とみなされるようになった。このことを社会学者の辻泉と岡部大介は「オタク・ノーマライゼーション」と呼んでいる。
しかしながら、コンテンツが評価されるようになったとはいえ、依然として「オタクを珍奇な存在とみなし続け」る見方は残っており、このことを辻と岡部は「オタク・オリエンタリズム」と呼んでいる。現在では「オタク」は多義的な用語であり、必ずしも蔑称として使われるとはかぎらないが、とはいえ過去に「オタク」的とされた人格的要素は、「ひきこもり」や「非モテ」など依然としてネガティブなレッテルとなっている。
オタク差別は、オタクとされる人に対してだけでなく、オタクが愛好するとされるコンテンツへの攻撃としても生じることがある。たとえば、二次元の未成年キャラクターの性的創作物が小児性暴力を助長するという非難や、二次元の女性キャラクターを性的に描いた創作物が女性の性的モノ化を助長するという非難が挙げられる。このような非難に対して、フェミニスト・クィア研究者の松浦優は、現実の女性や子どもの性的モノ化を可能にする構造は、フィクトセクシュアルや二次元性愛を周縁化する構造と同じものであると指摘している。すなわち、生身の人間を欲望するセクシュアリティ（対人性愛）を普遍的なものとみなす発想（対人性愛中心主義）こそが問題であるとして、「二次元の創作物を『問題』とみなすのは不適切である」と指摘し、「従来の素朴な『萌え絵』批判が『フェミニズム』の名のもとに行われる差別に陥っていたのではないか」と批判している。
同時に松山は二次元性愛の抹消は決してフェミニズムだけの問題ではなく、反フェミニズム的な立場でも生じるものであり、二次元性愛が真に二次元性愛として存在することが可能となるためには、二項対立的セクシズムも批判しなければならず、「二次元性愛を擁護する反フェミニズム」という立場には一貫性がないとも主張している。

## 歴史

### 1980年代
1983年（昭和58年）に中森明夫が『漫画ブリッコ』誌上のコラムで「おたく族」を紹介したのを機に、おたくという概念が知られるようになった。中森の表現は揶揄的で否定的なものであったが、SF・アニメファンが自嘲的な自己像として語っていたものと同質であり、彼らはおたくを自認するようになった。当時の日本社会ではアニメ、漫画、美少女、ロリコン、軍事、やおいなど少数派の趣味を持つ人々に対して、蔑視的な感情があった。さらに、「おたくは暗い」「社交性がない」という、主観的なステレオタイプの印象もあり、そういう人たちも指しておたくと呼ぶことがあった。おたくは多様な趣味をもつ人々の総称となったが、1980年代を通じて一括りにレッテルを貼られた。
1988年（昭和63年）から1989年（平成元年）の東京・埼玉連続幼女誘拐殺人事件ではマスコミが犯人である宮﨑勤の異常性とおたく趣味を結びつけてセンセーショナルに取り上げ、全国に報道された。
犯人は特撮やアニメのビデオテープ、漫画、アニメ雑誌などを多数収集しており、その中にあったホラー物やロリコン物がことさらに取り上げられ、事件と関連付けて報道された。その際、宮崎の部屋の様子がマスメディアに報道され、4台のビデオデッキと6000本近いVHSビデオテープが万年床を乱雑に囲んだその部屋は、犯人の異常性を示すものとして注目を浴びた。多くの人々はこの事件の報道を通じておたくを理解したので、「おたく＝変質者・犯罪者予備軍」といった認識が浸透するようになった。そのため、漫画やアニメ、コンピュータゲーム、アイドルなどの趣味を持つ人たちと、社会性が欠如している人間や対人コミュニケーションが不得意な人等を、十把一絡げにして指し示す否定的な意味合いを持つ言葉として使用されることが多かった。この時期、「おたく」という言葉は放送問題用語とされ、テレビ放送で使用できない言葉であった。2000年代以降もこの影響は残っており、おたくを性犯罪と結びつける報道がなされることがある。これらのおたくバッシングの影響により、おたくの間で反マスコミ感情と被害者意識が醸成されていくこととなった。

### 1990年代
1990年代には東京・埼玉連続幼女誘拐殺人事件の余波として、有害コミック騒動や沙織事件など、漫画、アニメ、ゲームに対する表現規制の機運が高まっていった。
その後も依然として「おたく＝変質者・犯罪者予備軍・社会不適応者」とみなす論調がある一方で、日本国外でのアニメや漫画に関する報道や、岡田斗司夫などの著名なおたくによる情報発信により、おたくへの悪い印象はやや薄れ、おたくの社会的地位は若干ながら向上した。しかし宮崎事件から10年後の1998年（平成10年）から1999年（平成11年）にかけて大学生を対象に行われた調査によると、おたくへの印象はまだ否定的な感情が優越していた。1997年（平成9年）の神戸連続児童殺傷事件以降、少年犯罪の凶悪化が報じられるようになると、漫画、アニメ、ゲームなどが少年犯罪に悪影響を与えると論じられるようになった。

### 2000年代
1990年代から2000年代にかけていわゆる秋葉原＝オタクはダサいものとされ、渋谷から高円寺や下北沢にかけての「サブカル」と対立する概念のイメージがあったことが指摘される。しかし2005年（平成17年）には秋葉系アニメオタクの青年が主人公である『電車男』がドラマ化や映画化され大ヒットし、同年の流行語大賞に「萌え」や「メイドカフェ」がノミネートされるなどオタク文化が世間一般に広まり始め、おたくへの印象は少しずつ良い方向に変わっていった。この頃から、副次的な要素にすぎなかった「萌え」がおたく文化の主要な要素とみなされるようになった一方、「おたく＝何かに萌えている人」「おたく＝秋葉原にいる人」という偏見も生まれた。また、この頃からクールジャパンが唱えられるようになると、おたくはその主体として重要視されるようになった。ただ、求められていたクールなおたくのイメージは実態と異なるものであった。
2000年代後半から『涼宮ハルヒの憂鬱』(2006)『らき☆すた』(2007)といった京都アニメーション作品を中心とした深夜アニメブームや、聖地巡礼ブームなどで認知が進み、2007年（平成19年）に大学生を対象に行われた調査によると、おたくが受容される傾向にあることが示されている。調査では、自らがおたくであると思い当たるフシがある、親しい友人におたく的な人がいると答えたものが増加しており、おたくの内集団化が進んだと考えられる。一方で、依然として否定的な印象が残っていることも示されている。

### 2010年代以降
おたく文化が完全に一般大衆文化のメインカルチャーとなり、おたくコンテンツが世に溢れるようになった結果、おたくコンテンツが以前よりも人目につきやすくなり、ゾーニングや表現規制条例である東京都青少年の健全な育成に関する条例などを巡って激しい争いが起きたり、フェミニストによるおたく差別が激化する。
かつて、おたく文化は反体制的な文化とみなされることが多かったが、日本政府がクールジャパン戦略を行うようになるなど、おたく文化は体制側の文化と見なされるようになっていった。
リンカーン・ミシェルはオタク文化はもはや反乱軍ではなく「帝国側」と指摘し、サブカルチャーであったオタク文化が今やメインストリームに躍り出たにも拘らず、世間から批判を浴びると“被害者ぶる”傾向にあることを批判している。

第2次安倍政権以降は自由民主党がおたくを取り込む動きを見せるようになり、第25回参議院議員通常選挙で自民党から出馬した山田太郎が約54万票を集めて当選した際には「オタクを中心に支持を集め」と報じられた。第26回参議院議員通常選挙で自民党から出馬した漫画家の赤松健は、自民党の組織内候補を上回り、全政党の比例候補者の中でもトップの個人票となる約53万票を集めた。これらのおたくの支持を受ける候補者が自民党から出馬して大量の票を集めるようになった状況は、反自民の立場を取るリベラル・左派の間でおたくに対する憎悪が強まる契機となった。
漫画家の山本直樹は、「オタクの中でも一定数は、左翼的なものが大嫌い」と語り、「左翼とフェミニストが、俺たちのエロを消そうとしている！みたいな観念で勝手に敵を作って勝手に戦っている印象しかない」と冷ややかな目を向けている。
日本国外でもゲーマーゲート事件を機にフェミニズムや多様性に対する反発が強まり、やがてQアノンなどの陰謀論につながっていくこととなった。
このほか、鉄道オタクも迷惑行為の事例などが取り上げられバッシングの対象となった。

## レトリック別の分類

### 容姿に関するステレオタイプ
- 極端に太っているもしくは痩せている、チェック柄のシャツとバンダナを着用しているといった描写が、古典的なおたくのステレオタイプ的な描写である[要出典]。
- 痩せ気味で眼鏡を着用した陰気な顔つきの、「チーズ牛丼顔」もオタクのステレオタイプ的な描写として用いられている[要出典]。

### 犯罪に影響を与えるとするもの
- 東京・埼玉連続幼女誘拐殺人事件で宮崎勤が逮捕されて以来、児童が被害者となる事件や少年犯罪が起こるたびに、おたくが好むコンテンツが犯罪に悪影響を与えるとの主張がなされた。
- 2004年（平成16年）の奈良小1女児殺害事件発生時の大谷昭宏によるフィギュア萌え族発言のように、容疑者が特定される前の時点で犯人はおたくだと決めつける発言がマスメディア上で行われることもあった。
- 2005年（平成17年）の栃木小1女児殺害事件においては、「警察がに秋葉原に潜入捜査を行い、フィギュア愛好家のリストを作成しようとした」と週刊新潮に報じられている。2014年（平成26年）に容疑者が逮捕され、2020年（令和2年）に無期懲役が確定し、収監されている。なお、供述内容に矛盾点が指摘されており、受刑者は冤罪を主張しているが、日本弁護士連合会が支援する再審事件に含まれていないなど、冤罪事件として社会に広く認知されている事件ではない[要出典]。
- 2005年(平成17年)頃から秋葉原で警察によるおたくを対象とした職務質問及び微罪逮捕が行われており、「おたく狩り」と呼ばれたが、2013年(平成25年)に違法との判決が東京地方裁判所から出て、警察によるおたく狩りは下火になった[要出典]。

- 「おたく狩り」と呼ばれる職務質問や、青少年健全育成条例に対する警察の関与は、警察がおたくに対して偏見を持っていることを示しているとされる[要出典]。

### 政治的右翼と見なすもの
- 2000年代前半には、『ゴーマニズム宣言』や嫌韓などをめぐる2ちゃんねる（現5ちゃんねる）での議論の影響で、おたくをネット右翼と同一視する見方が存在した[要出典]。
- 2009年（平成21年）の第45回衆議院議員総選挙時には、自民党支持者をキモヲタとしてステレオタイプ的なオタク像をより醜悪に戯画化したイラストが、民主党支持者をイケメンとして描写したイラストとともに拡散した[要出典]。
- 安倍晋三が自民党総裁に返り咲いて以来、衆議院議員総選挙及び参議院議員通常選挙の投票日前日夕方の最後の演説は秋葉原駅前で開催することが通例になっていた。その際の盛り上がりに対する嫌悪感が、おたくに対する嫌悪感と結びつくことがある[要出典]。なお、菅義偉の総理総裁在任中には大きな国政選挙は行われておらず、岸田文雄、石破茂は最終演説を秋葉原以外の場所で行っている。
- 第2次安倍政権以降は自民党が表現規制反対派を取り込むようになり、第25回参議院議員通常選挙で山田太郎が54万票を超える個人票を獲得して当選、第26回参議院議員通常選挙では赤松健が全ての候補者で最多の個人票を獲得して当選した。山田の大量得票が契機となり、左派の間で「おたく＝自民党支持」という認識が固定化し[要出典]、それに対する反発から「表現の自由戦士」という蔑称が広まるきっかけとなった[要出典]。
- Colabo代表理事の仁藤夢乃はおたく文化を批判する発言を繰り返しており[要出典]、かねてよりおたくの間から怨みを持たれていた[要出典]。そのような状況下で暇空茜による住民監査請求や情報開示請求が行われた。その後は暇空の活動に感化され、仁藤に対する誹謗中傷が激化し、Colaboの活動を妨害する事件が相次いだ。

### 同性愛と関連するもの
- 同性愛表現を取り締まっている国では、ボーイズラブ作品も当然規制の対象となる[要出典]。
- 2008年（平成20年）に堺市立図書館からボーイズラブ小説が撤去される事件が発生した。その背景には、統一教会系のメディアである世界日報の関与が指摘されている。

- 東京都青少年健全育成条例における8条指定図書類（不健全図書）に指定された図書の大半はBL作品が占めており、男性向け作品よりもはるかに多い。

- 淫夢ネタなどのゲイコンテンツを題材としたインターネット・ミームがホモフォビアだとして批判の対象になることがある。

### 外国文化としてのおたくに対するもの
- 中華人民共和国では日本の漫画やアニメも検閲の対象となっている。例えば、2015年に『進撃の巨人』や『DEATH NOTE』などの日本のアニメ38作品が有害指定された例が挙げられる。これらの指定は残虐性や性描写などが理由とされているが、中国共産党がそれらの作品が政治利用されることを警戒しているからではないかとの見方が示されている[24]。

## おたく差別は存在しないとする主張
2010年代以降、おたくとリベラル・左派との摩擦が強まるにつれ、リベラル・左派の間で「オタク差別」はリベラル・左派を攻撃するためのレトリックだと認識されるようになっていった。藤田直哉は「オタク」は属性ではないので、「オタク差別はない」と論じている。
フリーライター、ルポライターの清義明は現実にあるのはオタク差別ではなく弱者男性差別であり、オタク差別反対の実態はオタク民族主義とも言うべきものだと指摘している。